# Andra mellantiden
Andra mellantiden eller Andra intermediet, är en modern beteckning på perioden i det forntida Egyptens historia mellan Mellersta riket och Nya riket, vilket var ungefär 1800-1550 f.Kr.. Den är även känd som Hyksostiden eftersom hyksosfolket regerade Nedre Egypten under denna period. Särskilt slutet av perioden är känd för de strider som förekom mellan egyptier och hyksos. Till Andra mellantiden räknas dynastierna 13, 14, 15, 16 och 17. Ibland räknas första delen på 13:de dynastin till Mellersta riket.